# الصين يوميا
الصين يوميا هي صحيفة يومية تصدر باللغة الإنكليزية في جمهورية الصين الشعبية. أسست الصحيفة في 1 يناير 1981 وكانت أكثر صحيفة صينية مطبوعة باللغة الأنجليزية حيث طبعت 200,000 طبعة لكل إصدار كان ثلثها عالميا. مكتب تحرير الصحيفة يقع في منطقة تشاويانغ في بكين كما لها عدة مكاتب فب أكبر المدن الصينية والعالمية مثل نيويورك ولندن وكاتماندو وواشنطن العاصمة. كما تنشر الصحيفة عبر القمر الصناعي في كلا من الولايات المتحدة وهونغ كونغ، وأوروبا. تطبع الصحيفة يوميا من الإثنين إلى السبت  متوجها لأولائك الذين يريدون تحسين لغتهم الإنجليزية أو الأجانب في الصين. وغالبا ما تنشر الصحيفة توجهات الحكومة الصينية وتعتبر توجهات الصحيفة أكثر ليبرالية من أي صحيفة صينية أخرى. الهدف المعلن للصحيفة هو «إظهار الصين وإيصال أخبارها إلى مجموعة فريدة من القراء وتقديم الخدمات والترفيه المناسب لتلك الشريحة من القراء». اعتبارا من النسخة المطبوعة الأولى الأول نشره في يوم 1 يونيو من عام 1981، أكثر المحررين في الصحيفة هم من حملة الجنسية الصينية.